# Prix Jean-Luc-Lagardère du journaliste de l'année
Le prix Jean-Luc-Lagardère du journaliste de l'année, anciennement intitulé prix Louis-Hachette, est une récompense décernée depuis 1984 pour désigner le meilleur journaliste de l'année. Il est parrainé par le groupe Lagardère. Le lauréat est jugé selon son style journalistique et reçoit 10 000 €.
Jusqu'en 2012, le prix Louis-Hachette récompense les quatre meilleurs papiers parus durant l'année écoulée, qu'il s'agisse de chronique, portrait, enquête, éditorial ou grand reportage. Depuis cette date et le changement de nom du prix, un seul journaliste de la presse écrite est théoriquement récompensé à chaque édition.

## Jury
En 2015, le jury était présidé par Laurent Joffrin et composé de :
- Christophe Barbier
- Bruno Frappat
- Alain Genestar
- Franz-Olivier Giesbert
- Claude Imbert
- Philippe Labro
- Aude Lancelin
- Sébastien Le Fol
- Christine Ockrent
- Bernard Pivot
- Patrick Poivre d'Arvor
- Jean-Marie Rouart
- Philippe Tesson
- Valérie Toranian
- Georges Wolinski (qui décéda le 7 janvier 2015 dans l'attentat contre Charlie Hebdo)

## Palmarès

### Années 2000
- 2008[2] :
  - Gilles Biassette (d), La Croix,
  - Anna Miquel (d), Revue XXI, pour l'enquête Les Crocodiles du Zaïre
  - Bertrand de Saint Vincent (d), Le Figaro
  - Marion Van Renterghem, Le Monde
- 2009[3] : 
  - Piotr Smolar (Le Monde), pour l'enquête Roumanie, le poison dans les veines ;
  - François de Labarre (d) (Paris Match), pour le reportage Immigrants, le rêve brisé
  - Enrico Dagnino (Paris Match), pour les photographies du reportage Immigrants, le rêve brisé ;
  - Anna Bitton-Cabana (Le Point), pour l'article Sarkozy-Villepin, histoire secrète d'une haine.

### Années 2010
- 2011[4] :
  - Hervé de Chalendar (d) (L'Alsace) pour Angèle, vivante à l’intérieur d’un corps que l’on a cru mort ;
  - Marc Nexon (d) (Le Point) pour Le génie qui s’est retiré du monde ;
  - Emmanuel Paquette (d) (L'Express), pour Xavier Niel change de monde ;
  - Judith Perrignon, (XXI), pour Les Jardins de Detroit.
- 2012[1] : 
  - Fanny Guinochet (d) et Thuy-Diep Nguyen (d), (Challenges), pour Grandeur et décadence du docteur Servier ;
  - Pierre-Antoine Delhommais (d) (Le Point), pour Et si l'on saisissait La Joconde… ;
  - Jean-Louis Le Touzet (Libération), pour un grand reportage sur Hana Kadhafi ;
  - Henri Haget (d) (L'Express), pour La Seconde Vie du Scorpion serbe.
- 2013 : Philippe Lançon
- 2014 : Jean-Philippe Rémy et Laurent Van der Stockt
- 2015 : La rédaction de Charlie Hebdo[5]
- 2016 : Kamel Daoud[5].
- 2017 : Guillaume Tabard (d)